# Битва при Алнике (1174)
Битва при Алнике (англ. Battle of Alnwick) — одно из сражений во время восстания сыновей английского короля Генриха II, которое произошло 13 июля 1174 года около города Алник (Нортумберленд, Англия). По её итогам вторгшаяся в Северную Англию армия, которой командовал шотландский король Вильгельм I Лев, была разбита английской армией под командованием юстициария Ранульфа де Гленвиля. Сам король попал в плен и получил свободу только после подписания Фалезского договора, по которому признавал себя вассалом английского короля и согласился уступить тому несколько шотландских замков.

## Предыстория
В марте 1173 года началось крупное восстание англо-нормандской знати против английского короля Генриха II Плантагенета в 1173—1174 годах, которое возглавили трое его сыновей и жена, Алиенора Аквитанская. Его основной причиной стал тот факт, что хотя король наделил сыновей титулами (старший — Генрих Молодой Король — был коронован как соправитель отца, а двое следующих, Ричард и Джеффри, получили титулы герцогов Аквитании и Бретани соответственно), эти титулы были лишь символическими, он намеревался продолжать лично управлять своими владениями и делиться властью с сыновьями не желал. Его поддержал французский король Людовик VII с рядом своих вассалов, в том числе графами Фландрии и Булони, а также и некоторыми вассалами самого Генриха II.
В конце лета в Нортумберленд вторгся шотландский король Вильгельм I Лев. Точно не установлено, было ли это связано с мятежом сыновей Генриха II; возможно, что Вильгельм просто решил воспользоваться ситуацией, захватив часть Англии для себя. Епископ Дарема Гуго де Пюизе, который не особо любил английского короля, разрешил армии шотландского короля беспрепятственно пройти через свои владения. Добравшись до Йоркшира, шотландцы начали опустошать его. Для ликвидации угрозы юстициарий Ричард де Люси и констебль Англии Хамфри де Богун собрали армию и двинулись в Йоркшир. Узнав о приближении англичан, Вильгельм отступил, его преследовали до Лотиана. Английская армия сожгла Берик и опустошила его окрестности, после чего шотландский король попросил о перемирии, которое командующие английской армии приняли, поскольку узнали о вторжении в Восточную Англию.
В середине января 1174 года истекало перемирие с королём Шотландии. Епископ Дарема Гуго де Пюизе проявил инициативу и договорился о его продлении, пообещав 300 марок, которые он намеревался выделить из доходов нортумберлендских баронов. После окончания срока перемирия Вильгельм I Лев потребовал обещанные ему 300 марок; не получив их, он в апреле вновь вторгся в Нортумберленд, а своего брата Давида Хантингдонского отправил в Лестер, жителей которого призвал присоединиться к нему. Сам он осадил замок Уорк на Твиде, обороняемый Робертом III де Стутвилем, однако вскоре понял, что взять его будет непросто, и снял осаду. Далее он осадил Карлайл, однако и тот был серьёзно укреплён. Оставив часть армии держать осаду, Вильгельм отправился в Уэстморленд, где захватил замки Эпплби и Бро, в которых были маленькие гарнизоны. Далее король Шотландии вернулся в Нортумберленд, где захватил Уоркуэрт, после чего вновь оказался около Карлайла. В это время обороняющиеся уже страдали от голода, поэтому командир гарнизона, Роберт Вос, попросил перемирия, обещая, если до Михайлова дня Генрих II не пришлёт подмогу, сдать город. Вильгельм перемирие предоставил, взял заложников и двинулся дальше. Он не рискнул осаждать очень хорошо укреплённый Ньюкасл-апон-Тайн, осадив другой замок, Прадо, в 11 милях вверх по Тайну. Кастелян замка, Одинель II де Умфравиль, узнав о приближении шотландцев, поскакал в Йорк, где сообщил шерифу Йоркшира Роберту де Стутвилю об угрозе. Роберт немедленно собрал ополчение и двинулся к Прадо. Узнав о приближающейся армии, шотландский король снял осаду и отступил на север. Решив, что он достаточно оторвался от англичан, он осадил замок Алник, гарнизон которого был незначителен, отправив большую часть своих людей разорять окрестности. Вероятно, это было в начале июля.

## Битва
Утром 13 июля йоркширское войско, которое собрал Одинель де Умфравиль, решило выступить из Прадо, куда они подошли уже после отступления Вильгельма I Шотландского. несмотря на то, что у них было всего 400 всадников, а у Вильгельма, по слухам, более 800 бойцов, они двинулись в погоню. До вечера они преодолели 24 мили, и тут на них опустился туман. Несмотря на это, они продолжили путь и неожиданно увидели Алник, под стенами которого король Вильгельм и около 60 рыцарей устроили турнир, не подозревая об англичанах.
Король появившихся всадников сначала принял за своих; только когда они развернули знамёна, шотландцы осознали, кто перед ними. После краткой схватки у Вильгельма убили коня, который, упав, придавил его, после чего король сдался в плен Ранульфу де Гленвилю. Пленного короля отправили в Ричмонд, шотландцы, узнавшие о случившемся, также отправились за Твид. В результате мятеж на севере практически угас. Позже Вильгельма I Льва переправили в Фалез в Нормандии.

## Последствия
Летом восстание против Генриха II угасло, а его противники вступили с ним в переговоры. Окончательный мир был заключён 29 сентября в Монлуи. Однако пленный шотландский король продолжал находился в заключении в Фалезе. В начале декабря он по совету своих людей, которым дозволялось его посещать, признал над собой власть Генриха II. По итогам Фалезского договора он признавал себя вассалом короля Англии, а также передавал ему замки Роксбург, Берик, Джедбург, Эдинбург и Стерлинг. Договор ратифицировали 8 декабря в Валонье, 11 декабря шотландский король передал английскому заложников, включая своего брата Давида, после чего получил свободу.
Поход Вильгельма I Льва был последней попыткой Шотландии вернуть утраченные территории в Северной Англии. В 1237 году был заключён Йорский договор, по которому короли Шотландии окончательно отказались от претензий на владения в Северной Англии.